# 1804 en santé et médecine
| Années de la santé et de la médecine : 1801 - 1802 - 1803 - 1804 - 1805 - 1806 - 1807    |
| Décennies de la santé et de la médecine : 1770 - 1780 - 1790 - 1800 - 1810 - 1820 - 1830 |

Cet article présente les faits marquants de l'année 1804 en santé et médecine.

## Événements
- 17 septembre : en France, circulaire du Ministre de l'intérieur sur la réclusion des insensés[1].
- 13 octobre : Hanaoka Seishū pratique au Japon une mastectomie partielle pour cancer du sein chez une femme de soixante ans, sous anesthésie générale au tsusensan[2], opération considérée comme la première de cette sorte sérieusement documentée[3],[4],[5],[6].
- René Laennec est reçu docteur en médecine avec une thèse intitulée Propositions sur la doctrine d'Hippocrate, relativement à la médecine pratique[7].
- L'épidémie de fièvre jaune fait 20 000 morts à Carthagène et 2 000 malades et 700 décès à Livourne[8].

## Publications
- Charles Bell, chirurgien, anatomiste et neurologue écossais, fait paraître le vol. 3, Nervous System, de son Anatomy of the Human Body[9].
- Antonio Scarpa, Riflessioni ed osservazione anatomico-chirugiche sull' aneurisma, texte classique sur les anévrismes[10].

## Naissances
- 26 janvier : Eugène Sue (mort en 1857), écrivain et chirurgien auxiliaire de 3e classe de la Marine.
- 19 février : Karel Rokitansky (mort en 1878), pathologiste, homme politique et philosophe autrichien d'origine tchèque.
- 28 mars : Richard Owen (mort en 1892), médecin, anatomiste et paléontologue britannique.

## Décès
- 2 février : Jacques Philippe Raymond Draparnaud (né en 1772), naturaliste, malacologiste et botaniste français, professeur de médecine en pathologie et nosologie à la Faculté de Médecine de Montpellier[11].
- 25 décembre : Jean-Nicolas Laloy (né en 1745), médecin et homme politique français[12].